# Sabrina Porini
Sabrina Lorena Porini (San Nicolás de los Arroyos, 25 giugno 1979) è un'ex pallamanista italiana di origine argentina e di ruolo portiere.

## Biografia
Nasce nel 1979 a San Nicolás in Argentina, grazie alla nazionalità italiana dei nonni possiede il doppio passaporto. Ha debuttato in Italia con il Cassano Magnago, società di importanza storica per la pallamano, ha vestito poi la maglia del Vigasio, ed è una delle poche atlete italiane ad aver giocato in un campionato estero (ricordiamo la Balsanti in Norvegia, la Marcantonio e la Egger in Germania), infatti ha militato nel rinomato campionato danese, successivamente, tornata in Italia, approda al Teramo per poi andare al Sarti Ariosto Ferrara. Proprio da questa società viene prelevata ed ingaggiata dalla Verde Vita Sassari, per affrontare la stagione agonistica 2010-2011. Sabrina gioca nella nazionale italiana di pallamano nonché in quella di beach-handball (pallamano praticata sulla sabbia) con la quale nei mondiali 2003, in Egitto, conquista il bronzo. Nel 2008 una sfortunata semifinale decreta il 4º posto mondiale per la nazionale italiana(qui viene eletta miglior portiere del mondo), ma nel 2009 vince la medaglia d'oro ai campionati europei a Larvik (Norvegia, eletta miglior portiere d'Europa) , sempre nel 2009 conquista l'oro agli world games (olimpiadi delle discipline non inserite nel programma olimpico). Nell'estate 2010 disputa i mondiali in Turchia arrivando ottava.